# リアム・オブライエン
リアム・オブライエン（Liam O'Brien、1976年5月28日 - ）は、アメリカ合衆国の声優。

## 出演作品

### テレビアニメ
- コードギアス 反逆のルルーシュ（ロイド・アスプルンド）
  - コードギアス 反逆のルルーシュR2（ロイド・アスプルンド）
- NARUTO -ナルト-（我愛羅）
- NARUTO 疾風伝（我愛羅）

### ゲーム
- Star Trek Online（ガウル監督官）
- ストリートファイターV（ギル）
- ソニック ロストワールド（ザズ）
- 鉄拳シリーズ（ミゲル・カバジェロ・ロホ）
- デビルメイクライ4（サンクトゥス）
- NARUTO -ナルト-シリーズ（我愛羅）
- バイオハザード5（レイナード・フィッシャー）
- ビートダウン（アーロン）
- ペルソナ4（真田明彦）
- ファイナルファンタジーIV（DS版）（カイン・ハイウインド）
- マーベル VS. カプコン:インフィニット（ドクター・ストレンジ）